# Leptostylis mancoides
Leptostylis mancoides är en kräftdjursart som beskrevs av Bacescu-Mester 1967. Leptostylis mancoides ingår i släktet Leptostylis och familjen Diastylidae. Inga underarter finns listade i Catalogue of Life.